# Вайпоули
Вайпоули (англ. Vaipouli) — река в регионе Гагаифомауга, Самоа. Расположена на острове Савайи. Берёт начало на возвышенности на севере острова, затем движется в направлении на север острова. Впадает в залив Матауту у деревни Сафун. Берега реки заросли лесом, в некоторых местах у берега реки расположены фермерские хозяйства и плантации.